# Colonia Elisa
Colonia Elisa es una localidad y municipio de la Provincia del Chaco, Argentina. Es la cabecera del Departamento Sargento Cabral.   

## Toponimia
Antes de la fundación se lo conocía como Fortín de Lapachito.
Lleva su nombre en memoria de la esposa de don Domingo Capozzolo, quien fue el fundador de esta localidad el 29 de mayo de 1905. Venían desde la Provincia de Santa Fe con unas 1000 cabezas de ganado vacuno, buscando tierras que el gobierno nacional ofrecía para asentarse con su familia y otras que los acompañaban.
Por ese entonces, llegó al poblado una familia chilena de apellido Thomas, que pronto regresa a su país de origen, incapaz de soportar las inclemencias del clima. 
En este corto lapso, los Capozzolo y los Thomas, trabaron amistad y al apartarse, se generó un intercambio epistolar entre los jóvenes. La correspondencia de Chile llegaba a Resistencia y como no había un nombre que identificara al poblado, el jefe de Correos le aconseja a uno de los hijos, Domingo Capozzolo, que inventara uno. Se le ocurrió el de su madre y sugirió Santa Elisa o Elisa, ambos rechazados por existir poblaciones homónimas en Santa Fe.

## Comunicaciones
La Ruta Provincial RP 9 "Juana Azurduy" vincula con el Empalme RN 16 a 25 km; y del parque nacional Chaco  20 km

## Historia
- 1884, el Ejército Argentino estableció una línea de fortines en Lapachito, Lapacho, Ciervo Petiso, Makallé.  Así, sus comienzos son por la conquista y ocupación militar de las tierras de las naciones originarias, su fundación obedece a la acción de la Conquista del Chaco.  Esa línea de fortines, que ocupaban una gran extensión del entonces Territorio Nacional del Chaco, además de su objetivo primordial de evitar el contraataque guerrero indígena, se constituyeron en futuros pueblos.
- 1908, el  Ferrocarril Central Norte Argentino llega a 6 km del fortín,  dando lugar a la instalación  de la población en sus cercanías.
- 1917, el Ejército cierra el Fortín Lapachito (el lugar es la Escuela Primaria N.º 114). Se crea el Destacamento Policial con primer Comisario Manuel Beltrán.

## Vías de comunicación
La principal vía de comunicación es la Ruta Provincial 9, que la comunica por pavimento al sudeste con Ingeniero Barbet y La Escondida, y al noroeste con Capitán Solari.

## Población
Su población era de 3,085 habitantes (Indec, 2001), lo que representa un crecimiento del 80% frente a los 1,714 habitantes (Indec, 1991) del censo anterior. En el municipio el total ascendía a los 4,570 habitantes (Indec, 2001).